# Enrico Lorenzetti
Enrico Lorenzetti (Roma, 4 gennaio 1911 – Milano, 8 agosto 1989) è stato un pilota motociclistico italiano.

## Carriera
Maggiore di sei fratelli, rimase orfano di madre in giovanissima età. Trasferitosi con il padre tranviere da Roma a Milano, iniziò a correre in moto nel 1934, con una Simplex 500. L'anno successivo ottenne la prima vittoria, al Circuito di Bergamo.
Soprannominato Filaper (termine lombardo per "filaccia") a causa della sua costituzione fisica alta e magra, Lorenzetti si farà notare al grande pubblico per la vittoria nella categoria Sport classe 250 alla Milano-Napoli 1936, ottenuta con una Triumph alla media di 79,224 km/h.
Nel biennio 1937-38 Lorenzetti corse con Triumph, Miller, Benelli, Sertum e Taurus, dimostrandosi pilota polivalente, in grado di vincere sia in circuito che in salita, ma anche in fuoristrada e nella regolarità.
Nel 1939 Lorenzetti iniziò il suo rapporto con la Moto Guzzi, portando al debutto l'Albatros 250 alla Milano-Taranto (ritirato). Poco dopo affiancherà alla quarto di litro mandellese anche il Condor 500, portandole entrambe alla vittoria al circuito di Losanna.
Laureatosi campione italiano di seconda categoria nel 1940, Lorenzetti entrò a far parte del team ufficiale Moto Guzzi nel 1948, anno in cui ottiene il suo primo titolo di Campione Italiano di prima categoria, nella 250. In quell'anno conquistò anche il Campionato d'Europa della 500, grazie alla vittoria al GP dell'Ulster.

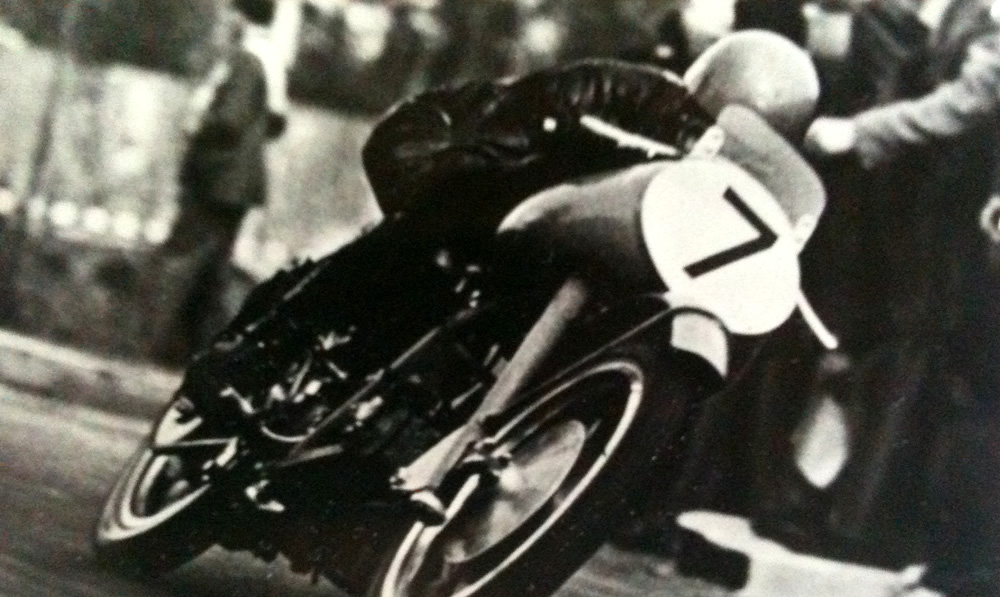
Enrico Lorenzetti - Moto Guzzi 1952

Lorenzetti si dimostrò non solo buon pilota, ma anche valente collaudatore: sua l'idea del Gambalunghino 250, nato a seguito di un incidente stradale che aveva rovinato l'Albatros personale del pilota milanese, il quale lo riparò con pezzi del Gambalunga 500. Con il Gambalunghino la Casa di Mandello vinse tre Campionati del Mondo della quarto di litro (1949, 1951 e 1952, quest'ultimo proprio grazie a Lorenzetti).
Nel 1954, sempre in sella alla Moto Guzzi, si aggiudicò la vittoria per la classe 350, nella edizione inaugurale della prestigiosa Coppa d'oro Shell sul Circuito di Imola, anche segnando il giro più veloce alla media di 137,867 km/h.
Lorenzetti fu riconfermato come pilota ufficiale Moto Guzzi sino alla stagione 1955, collezionando cinque titoli italiani. Nelle stagioni 1956 e 1957 continuò a correre come pilota privato, ottenendo diversi piazzamenti nel Mondiale e vittorie in gare non iridate.
Ritiratosi dalle corse a fine 1957, anche a causa del Patto di astensione siglato da Guzzi, Gilera e FB Mondial, si dedicò dapprima alla gestione di una concessionaria Guzzi, per poi aprire un negozio di elettrodomestici e un laboratorio di sviluppo, stampa e sonorizzazione di pellicole cinematografiche. Morto nel 1989, a 78 anni, è sepolto a Cesena.

## Risultati nel motomondiale

### Classe 250
| 1951 | Classe | Moto       |    |  |   |    |    |  |  |   |  | Punti | Pos. |
| ---- | ------ | ---------- | -- |  | - | -- | -- |  |  | - |  | ----- | ---- |
| 1951 | 250    | Moto Guzzi | NE |  | 3 | NE | NE |  |  | 1 |  | 12    | 4º   |

| 1952 | Classe | Moto       |   |   |   |    |  |   |   |    |  | Punti | Pos. |
| ---- | ------ | ---------- | - | - | - | -- |  | - | - | -- |  | ----- | ---- |
| 1952 | 250    | Moto Guzzi | 2 | 2 | 1 | NE |  | 2 | 1 | NE |  | 28    | 1º   |

| 1953 | Classe | Moto       |     |   |    |  |    |   |   |   |   | Punti | Pos. |
| ---- | ------ | ---------- | --- | - | -- |  | -- | - | - | - | - | ----- | ---- |
| 1953 | 250    | Moto Guzzi | Rit | 4 | NE |  | NE | 4 | 4 | 1 | 1 | 22    | 3º   |

| 1955 | Classe | Moto       |    |    |  |  |    |   |  |  |  | Punti | Pos. |
| ---- | ------ | ---------- | -- | -- |  |  | -- | - |  |  |  | ----- | ---- |
| 1955 | 250    | Moto Guzzi | NE | NE |  |  | NE | 4 |  |  |  | 3     | 12º  |

| 1956 | Classe | Moto       |  |   |     |  |  |   |  |  |  | Punti | Pos. |
| ---- | ------ | ---------- |  | - | --- |  |  | - |  |  |  | ----- | ---- |
| 1956 | 250    | Moto Guzzi |  | 3 | Rit |  |  | 2 |  |  |  | 10    | 3º   |

| 1957 | Classe | Moto       |   |  |  |  |  |   |  |  |  | Punti | Pos. |
| ---- | ------ | ---------- | - |  |  |  |  | - |  |  |  | ----- | ---- |
| 1957 | 250    | Moto Guzzi | 4 |  |  |  |  | 3 |  |  |  | 7     | 9º   |

| Legenda | 1º posto        | 2º posto            | 3º posto            | A punti      | Senza punti        | Grassetto – Pole position Corsivo – Giro più veloce |
| Legenda | Gara non valida | Non qual./Non part. | Ritirato/Non class. | Squalificato | '-' Dato non disp. | Grassetto – Pole position Corsivo – Giro più veloce |

### Classe 350
| 1953 | Classe | Moto       |  |   |   |    |   |  |     |   |    | Punti | Pos. |
| ---- | ------ | ---------- |  | - | - | -- | - |  | --- | - | -- | ----- | ---- |
| 1953 | 350    | Moto Guzzi |  | 1 | 2 | NE | 3 |  | Rit | 1 | NE | 26    | 2º   |

| 1954 | Classe | Moto       |   |  |  |   |   |     |   |   |   | Punti | Pos. |
| ---- | ------ | ---------- | - |  |  | - | - | --- | - | - | - | ----- | ---- |
| 1954 | 350    | Moto Guzzi | - |  |  | 4 | 2 | Rit | 7 | 2 | - | 15    | 5º   |

| 1955 | Classe | Moto       |    |  |  |  |  |  |  |   |  | Punti | Pos. |
| ---- | ------ | ---------- | -- |  |  |  |  |  |  | - |  | ----- | ---- |
| 1955 | 350    | Moto Guzzi | NE |  |  |  |  |  |  | 4 |  | 3     | 12º  |

| Legenda | 1º posto        | 2º posto            | 3º posto            | A punti      | Senza punti        | Grassetto – Pole position Corsivo – Giro più veloce |
| Legenda | Gara non valida | Non qual./Non part. | Ritirato/Non class. | Squalificato | '-' Dato non disp. | Grassetto – Pole position Corsivo – Giro più veloce |

### Classe 500
| 1949 | Classe | Moto       |  |  |    |   |  |  |  |  |  | Punti | Pos. |
| ---- | ------ | ---------- |  |  | -- | - |  |  |  |  |  | ----- | ---- |
| 1949 | 500    | Moto Guzzi |  |  | 10 | 3 |  |  |  |  |  | 7     | 8º   |

| 1951 | Classe | Moto       |     |   |  |   |   |   |  |     |  | Punti | Pos. |
| ---- | ------ | ---------- | --- | - |  | - | - | - |  | --- |  | ----- | ---- |
| 1951 | 500    | Moto Guzzi | Rit | 3 |  | 8 | 3 | 9 |  | Rit |  | 8     | 8º   |

| 1953 | Classe | Moto       |  |     |     |    |  |  |  |  |     | Punti | Pos. |
| ---- | ------ | ---------- |  | --- | --- | -- |  |  |  |  | --- | ----- | ---- |
| 1953 | 500    | Moto Guzzi |  | Rit | Rit | NE |  |  |  |  | Rit | 0     |      |

| 1954 | Classe | Moto       |  |  |    |     |  |  |  |  |  | Punti | Pos. |
| ---- | ------ | ---------- |  |  | -- | --- |  |  |  |  |  | ----- | ---- |
| 1954 | 500    | Moto Guzzi |  |  | AN | Rit |  |  |  |  |  | 0     |      |

| Legenda | 1º posto        | 2º posto            | 3º posto            | A punti      | Senza punti        | Grassetto – Pole position Corsivo – Giro più veloce |
| Legenda | Gara non valida | Non qual./Non part. | Ritirato/Non class. | Squalificato | '-' Dato non disp. | Grassetto – Pole position Corsivo – Giro più veloce |